# Provency

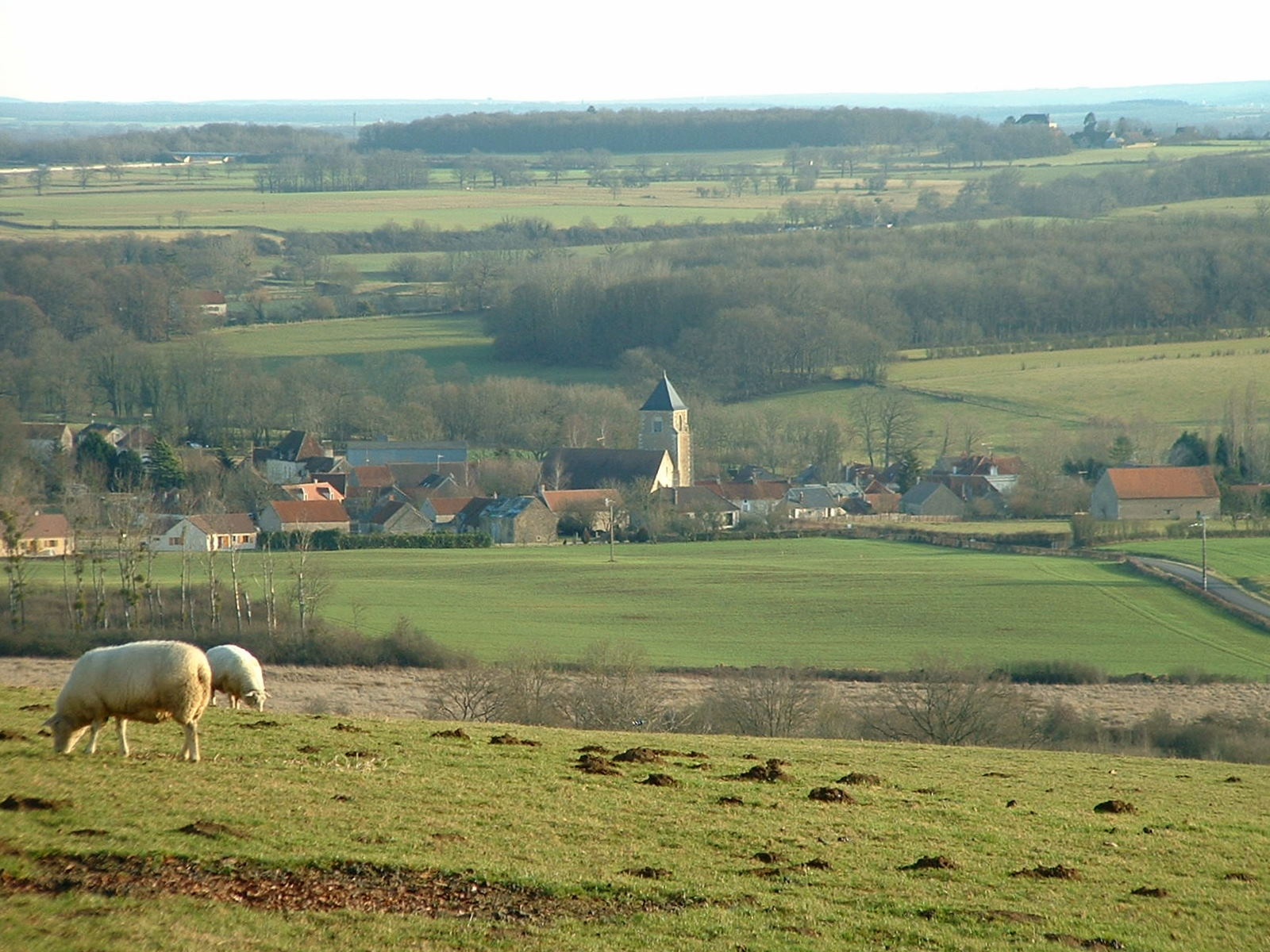
Nhìn từ tháp Pré

Provency là một xã của Pháp,tọa lạc ở tỉnh Yonne trong vùng Bourgogne.

## Các xã giáp ranh
- Avallon
- L'Isle-sur-Serein
- Sauvigny-le-Bois
- Étaule
- Thory
- Athie
- Sainte-Colombe
- Dissangis
- Coutarnoux

## Hành chính
| Danh sách các thị trưởng               |           |                 |      |         |
| Giai đoạn                              | Giai đoạn | Tên             | Đảng | Tư cách |
| 1983                                   | 1989      | Daniel Poignard |      |         |
| 1989                                   | 1995      | Pierre Coste    | DVD  |         |
| 1995                                   | 2001      | Pierre Coste    | DVD  |         |
| 2001                                   | 2008      | Pierre Coste    | DVD  |         |
| 2008                                   | 2014      | Pierre Coste    | DVD  |         |
| Tất cả các dữ liệu trước đây không rõ. |           |                 |      |         |

## Thông tin nhân khẩu
| 1793 | 1800 | 1806 | 1821 | 1831 | 1836 | 1841 | 1846 | 1851 |
| ---- | ---- | ---- | ---- | ---- | ---- | ---- | ---- | ---- |
| 472  | 431  | 472  | 482  | 458  | 477  | 486  | 489  | 484  |

| 1856 | 1861 | 1866 | 1872 | 1876 | 1881 | 1886 | 1891 | 1896 |
| ---- | ---- | ---- | ---- | ---- | ---- | ---- | ---- | ---- |
| 441  | 451  | 485  | 451  | 413  | 521  | 468  | 481  | 465  |

| 1901 | 1906 | 1911 | 1921 | 1926 | 1931 | 1936 | 1946 | 1954 |
| ---- | ---- | ---- | ---- | ---- | ---- | ---- | ---- | ---- |
| 429  | 394  | 386  | 277  | 325  | 277  | 273  | 277  | 262  |

| 1962                                         | 1968 | 1975 | 1982 | 1990 | 1999 | 2006 | - | - |
| -------------------------------------------- | ---- | ---- | ---- | ---- | ---- | ---- | - | - |
| 251                                          | 242  | 211  | 228  | 216  | 227  | 233  | - | - |
| Số liệu kể từ 1962 : dân số không tính trùng |      |      |      |      |      |      |   |   |

| - Nhìn từ làng Marcilly - Le portail |